# چیچکلی، گدابیگ
چیچکلی (به لاتین: Çiçəkli) شناخته‌شده با نام ارابه‌چی (به لاتین: Arabaçı) تا سال ۲۰۱۵، یک منطقه مسکونی در جمهوری آذربایجان است که در شهرستان گدابیگ واقع شده‌است.